# 10983 Smolders
A 10983 Smolders (ideiglenes jelöléssel 3196 T-3) a Naprendszer kisbolygóövében található aszteroida. Cornelis Johannes van Houten,  Ingrid van Houten-Groeneveld és Tom Gehrels fedezte fel 1977. október 16-án.